# Hibiscus trilobus
Hibiscus trilobus är en malvaväxtart som beskrevs av Jean Baptiste Christophe Fusée Aublet. Hibiscus trilobus ingår i Hibiskussläktet som ingår i familjen malvaväxter.

## Underarter
Arten delas in i följande underarter:
- H. t. hirsutus
- H. t. ingratus
- H. t. trilobus

## Bildgalleri

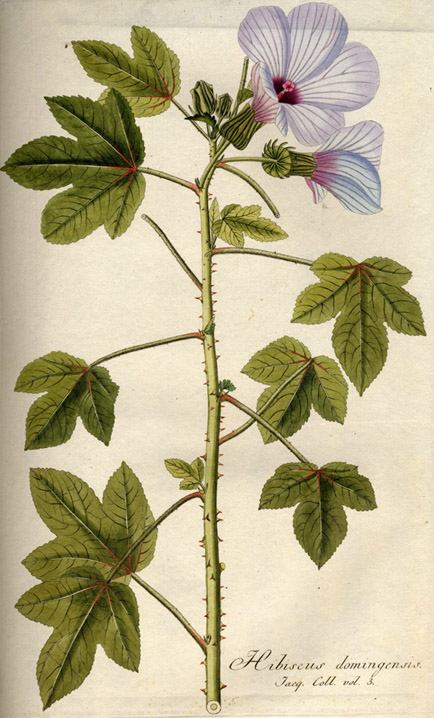